# Airbus Defence and Space
Airbus Defence and Space (en español, Airbus Defensa y Espacio) es una división operativa de Airbus Group. La división fue creada en enero de 2014, al mismo tiempo que EADS cambiaba su nombre por Airbus Group. Está conformada por las antiguas divisiones Astrium y Cassidian de EADS, más la antigua división de Airbus SAS llamada Airbus Military.

## Historia

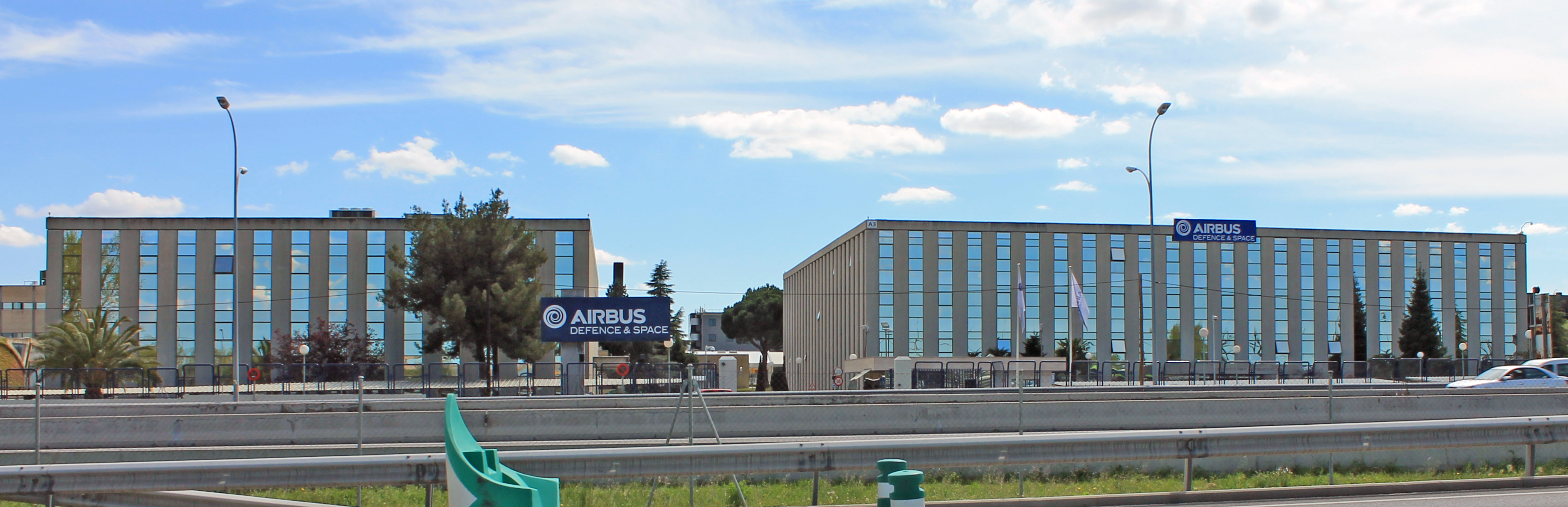
Oficinas de Airbus Defence & Space en Madrid (España).

El 31 de julio de 2013, EADS anunció una reorganización estratégica del grupo, por el cual la matriz pasaba a llamarse Airbus Group. Además, anunció que Astrium, Cassidian y Airbus Military se fusionarían para crear Airbus Defence & Space.

## Organización
Airbus Defence and Space está actualmente estructurada en 4 líneas de negocio:
- Sistemas aéreos militares.
- Sistemas espaciales.
- Electrónica.
- Comunicaciones, inteligencia y seguridad.

## Productos

### Sistemas aéreos militares
- Airbus A330 MRTT
- Airbus A400M
- CASA C-212 Aviocar
- CASA CN-235
- EADS CASA C-295
- Eurofighter Typhoon
- ATLANTE
- Caza de Nueva Generación (en inglés New Generation Fighter, NGF), como parte del programa Futuro Sistema Aéreo de Combate (en desarrollo)
- Futuro Entrenador de Reacción de Airbus (en inglés, Airbus Future Jet Trainer, AFJT) (propuesto)

### Sistemas espaciales
- Vehículo de transferencia automatizado
- Orión
- Laboratorio Columbus
- Ariane
- Eurostar (bus satélite)
- Robot ExoMars
- Motores cohete: HM-7, Aestus, Vinci, Vulcain 2
- Hidrazina de alta pureza (HYPU)

#### Ariane 5
Cohete capaz de colocar cargas pesadas en su destino final para misiones comerciales e institucionales.

#### Sistemas orbitales
Utilización y operación del laboratorio europeo de la estación espacial internacional, desarrollo y producción de experimentos en cargas y sistemas de soporte vital, entrenamiento de astronautas, diseño y construcción de los vehículos de transferencia automática.

#### Satélites de observación terrestre, navegación y ciencia
Ofrece una amplia gama de sistemas de satélites altamente versátiles, instrumentos ópticos y de microondas; segmento de tierra.
- Astrosat 100
- Astrosat 300[5][6]
- Astrosat 500
- Astrosat 1000 (en inglés)

#### Satélites de telecomunicación
Soluciones a medida para una amplia gama de misiones, desde los servicios fijos y de transmisión de las aplicaciones móviles y de banda ancha. La capacidad total del sistema de comunicaciones por satélite: desde el diseño, la fabricación, prueba, puesta en marcha y funcionamiento de la provisión de infraestructura completa del sistema de comunicaciones.

#### Defensa
Ofrece una gama completa de sistemas y servicios de seguridad y de defensa basados en el espacio de reconocimiento y vigilancia, comunicaciones seguras, la alerta temprana, y la defensa contra misiles balísticos.

#### Propulsión
Motores de cohetes, sistemas completos de propulsión espacial, subsistemas y componentes.